# Calocedrus decurrens

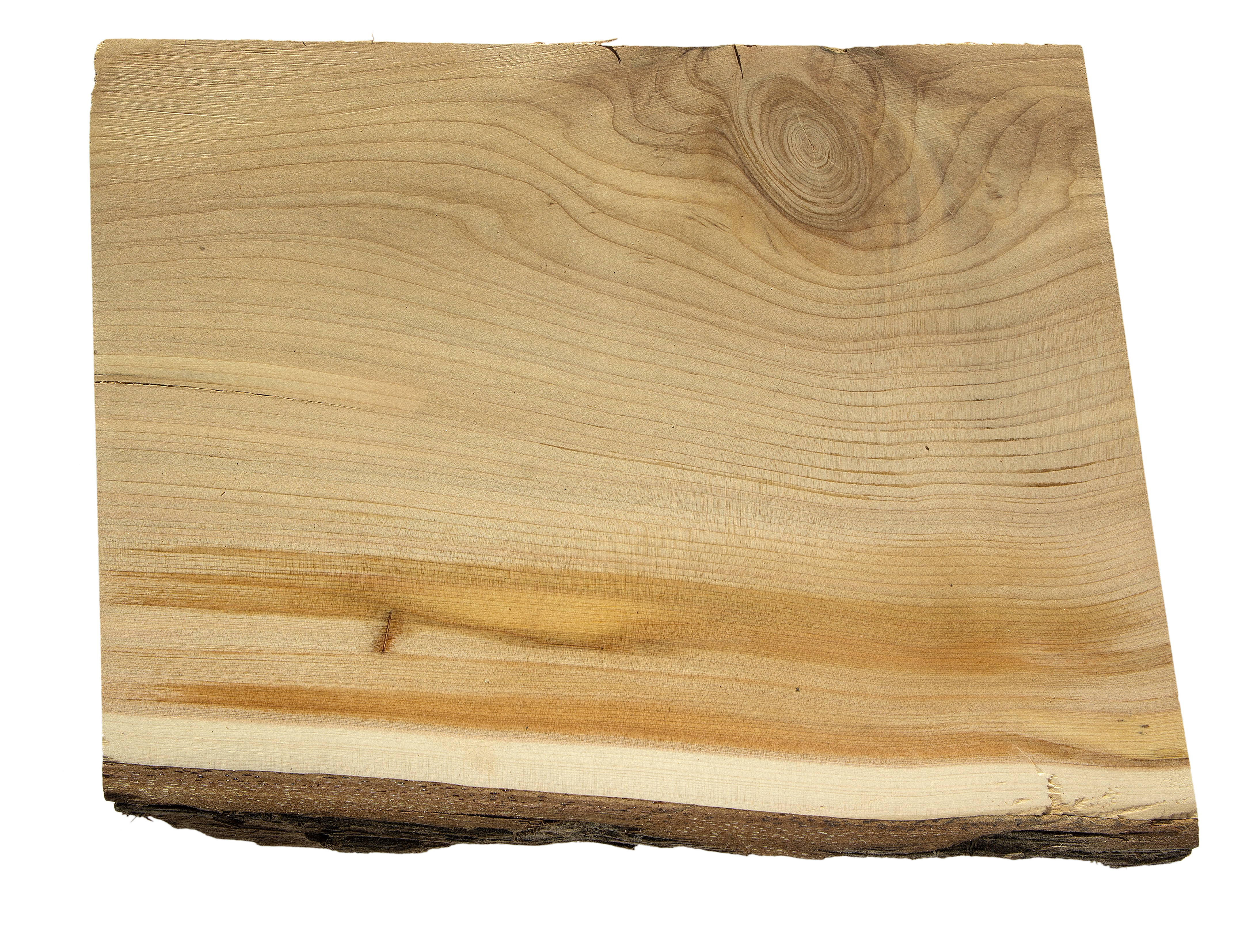
Calocedrus decurrens - MHNT

Calocedrus decurrens (cedrul de tămâie sau cedrul de California; sin. Libocedrus decurrens) este o specie de conifere nativă vestului Americii de Nord, cu cea mai mare parte a arealului de răspândire în Statele Unite (din vestul Oregonului, cea mai parte a Californiei și vestul extrem al statului Nevada), și cu o răspândire mai mică în nord-vestul Mexicului (nordul statului Baja California). 
Această specie crește la altitudini de 50–2.900 m. Este cea mai cunoscută specie a genului Calocedrus.